# Jimmy Cobb
Jimmy Cobb (født 20. januar 1929 i Washington DC, USA, død 24. maj 2020) var en amerikansk jazztrommeslager.
Cobb er nok mest kendt som Miles Davis' trommeslager sidst i 1950'erne bl.a. på Davis' album Kind of Blue (1959). 
Han spillede med en lang række af jazzens store musikere, såsom Miles Davis, Dizzy Gillespie, John Coltrane, Stan Getz, Ron Carter, Gil Evans, Joe Henderson, Eddie Gomez, Wes Montgomery, Niels Henning Ørsted Pedersen og den danske tenorsaxofonist Lars Møller.